# مركز تعلم المدينة

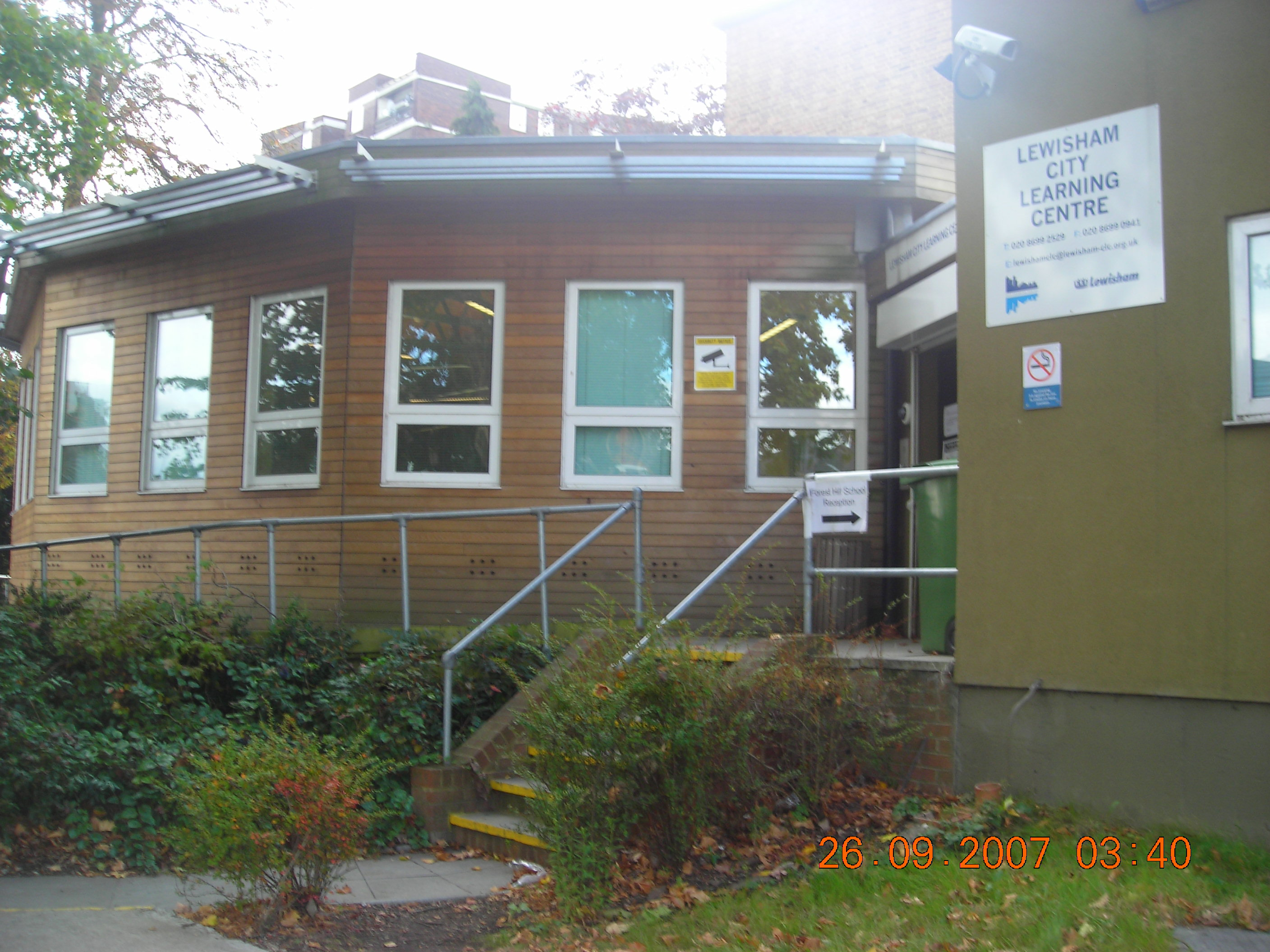
مركز تعليم المدينة في ليويشام

مركز التعلم في المدينة هو منشأة في المملكة المتحدة توفر فرص التعلم القائمة على تكنولوجيا المعلومات والاتصالات للتلاميذ في المدرسة المضيفة، وللتلاميذ في شبكة المدارس المحيطة والمجتمع الأوسع. ويهدف المركز إلى تعزيز التعلم في جميع المناهج الدراسية من خلال توفير دورات وفرص للتلاميذ الفردية من المدارس في جميع أنحاء المنطقة. وتتعامل المؤسسات المتعددة الوسائط مع أي عمر ومستوى فهم تكنولوجيا المعلومات والاتصالات، وبعضها يوفر مرافق مؤتمرات يمكن حجزها مسبقا من قبل الشركات المحلية. 

## النمو
تجاوز عدد مراكز التعلم في المدن التي أنشئت في إنكلترا 100، ونمت بشكل مطرد منذ إدخالها في عام 2001. وقد أنشئت العديد من مراكز التعليم في المدينة على نفس أرض مدرسة موجودة (على سبيل المثال، تم تأسيس مركز جنوب مدينة سيفتون للتعلم على أساس مدرسة سافيو الثانوية). 

## التمويل
قامت الحكومة البريطانية بتمويل مراكز التعليم في المدن بشكل كبير من خلال برنامج التميز في المدن لضمان تمكنها من تلبية احتياجات المدارس والشركات المحلية داخل المنطقة، مع التركيز على تعزيز الفرص في المناطق المحرومة. وتم توفير ما يصل إلى 1.2 مليون جنيه إسترليني من تمويل الإيرادات لكل (مركز تعليم مدينة) لرأس المال وتكاليف بدء التشغيل الأولية بالإضافة إلى تمويل متكرر قدره 220,000 جنيه إسترليني سنويا. 
بعد السنة الأولى من تشغيلها، كان هناك مبلغ إضافي قدره 150,000 جنيه إسترليني كان متوفرا لتمويل إعادة هيكلة رأس المال لضمان بقاء التكنولوجيا في الطليعة. ومع ذلك، خلافا للتمويل من الإيرادات، تم الإفراج عنه فقط من السنة المالية الكاملة الأولى أن مركز تعليم المدينة كان يعمل بكامل طاقته، مما يتطلب أن مركز يجب أن يكون مفتوحا قبل 31 مارس من أجل دفع التمويل في السنة المالية التالية. غير أن ذلك اقتصر على أعمال البناء والهيكل وأجهزة الحاسوب والبرمجيات، ولكن لم يكن التمويل المطلوب للاشتراكات في هذه البرامج. ولا ینبغي استخدامه لدفع ثمن المواد الاستھلاکیة أو تکالیف الموظفین أو غیرھا من الأغراض غیر المرتبطة بأغراض المركز. وبالإضافة إلى ذلك، يجب أن تنفق هذه الأموال على المركز وليس مجرد تقاسمها بين المدارس الشريكة لها، إلا إذا كان لتحسين الاتصال بين المركز والمدارس الشريكة.
تم إلغاء تمويل مراكز تعليم المدينة تماما عندما جاءت الحكومة الائتلافية إلى الحكم في مايو 2010. أغلقت معظم مراكز تعليم المدينة ولكن بعضها لا تزال تعمل. مركز تعلم المدينة الآن يتلقى الدخل مباشرة من المدارس والسلطات المحلية، والبعض الآخر يعمل مع الشركات أو مزيج من كل هذا. 

## استخدام
المراكز موجودة في المدارس لاستخدامها، وللبدء بخطط درس مثيرة للاهتمام ومبتكرة وقابلة للتكرار، وأنشطة لا منهجية، واكتشاف طرق جديدة لاستخدام التكنولوجيا في الفصول الدراسية. ومن الأسباب المهمة لاستخدام هذه المراكز، فضلا عن نشر التكنولوجيا على نطاق أوسع، أنها تشجع المدارس على العمل بشكل أكثر تعاونا مع بعضها البعض، وتبادل الأفكار لأنها تتقاسم الموارد. وهذا يعني أن المراكز قادرة على أن تكون مجهزة بتكنولوجيا أكثر تخصصا والتي من شأنها أن تكون خلاف ذلك فعالة من حيث التكلفة للمدارس الفردية، وسيكون «التعادل» للتلاميذ والمجتمع كمكان لتجربة أحدث التقنيات، وكذلك تلبية وتبادل الأفكار. وفي الحالات التي يكون فيها النقل صعبا (أو عندما يكون الوصول إلى المركز غير عملي)، ستتمكن المدارس من الوصول إلى موارد المركز عن بعد من خلال ترتيب «التحدث المحوري».

## أنشطة
تقدم مراكز التعلم في المدينة مجموعة واسعة من الأنشطة والمرافق للتلاميذ في المنطقة المحيطة. وتشمل بعض المرافق أو الأنشطة المتاحة ما يلي: 
- استخدام مرافق الحاسوب غير المتوفرة في المدارس.
- استخدام الخبرة في التعليم والتعلم غير المتوفر في المدارس.
- استخدام أجهزة أبل ماك للأنشطة مثل تحرير الفيديو.
- استخدام معدات وبرامج تحرير الفيديو المتخصصة.
- مرافق الطباعة على نطاق واسع الحجم الصناعي.
- محطات الإذاعة المدرسية.
- استشارات حول استخدام مجموعة من التقنيات ضمن المناهج الدراسية.
- الخبرة في استخدام الأجهزة النقالة مثل آي باد في التدريس والتعلم.

## انظر أيضا
- التعليم في إنجلترا